# Semecarpus gardneri
Semecarpus gardneri är en sumakväxtart som beskrevs av Thw.. Semecarpus gardneri ingår i släktet Semecarpus och familjen sumakväxter. Inga underarter finns listade i Catalogue of Life.